# Kisbogács
Kisbogács románul: Băgaciu, falu Romániában, Erdélyben, Kolozs megyében.

## Fekvése
Széktől délkeletre, Mócstól északnyugatra fekvő település.

## Története
Kisbogács, Bogács nevét már 1318-ban megemlítette egy oklevél t. Bogath ~ t. Bagach néven.
Későbbi névváltozatai: 1320-ban t. Bogach, 1446-ban Bogach, 1449-ben Bogath, 1452-ben, 1460-ban és 1479-ben Bogach, 1808-ban Bogács, 1913-ban Kisbogács.
1318-ban Cyko fia Péter ispán özvegye: Margit és leánya: Erzsébet, Hadya fia Már özvegye 50 M-ért eladta 
Felkapusi Jánosnak tartozékaival. 1320-ban Omboz határosa. 1324-ben István fia: Orros János és 
fia László cserébe adta Gerendi Jakabnak (Gy 2: 61).
1446-ban Bogachon (Do) örökölt Szomordoki részbirtokot vásárolt meg Farnasi Dénes. 1449-ben pedig Tamásfalvi Imrét említették, aki ugyancsak Bogathon (Ko) volt részbirtokos. Ugyanebben az évben Szavai Gergely bogathi (Do) teljes birtokrészét, azaz a birtok negyedét, melyet lakói éppen elhagytak, 20 aranyforintért elzálogosítja Farnasi Dénesnek. 
1452-ben egy oklevél szerint Szentpáli Lászlóné Lónai Erzsébet élete végéig Mátéi Miklósné Fejes Orsolyának 
engedte át az őket közösen megillető bogachi birtokrészét.
1460-ban Bogachon részbirtokosok voltak a Szamosfalviak is, 1479-ben pedig a Szilkeréki Gebártokat említették mint részbirtokosokat.
A trianoni békeszerződés előtt Kolozs vármegye Mocsi járásához tartozott.
1910-ben 240 lakosából 226 román volt. Ebből 58 görögkatolikus, 182 görögkeleti ortodox.

## Galéria

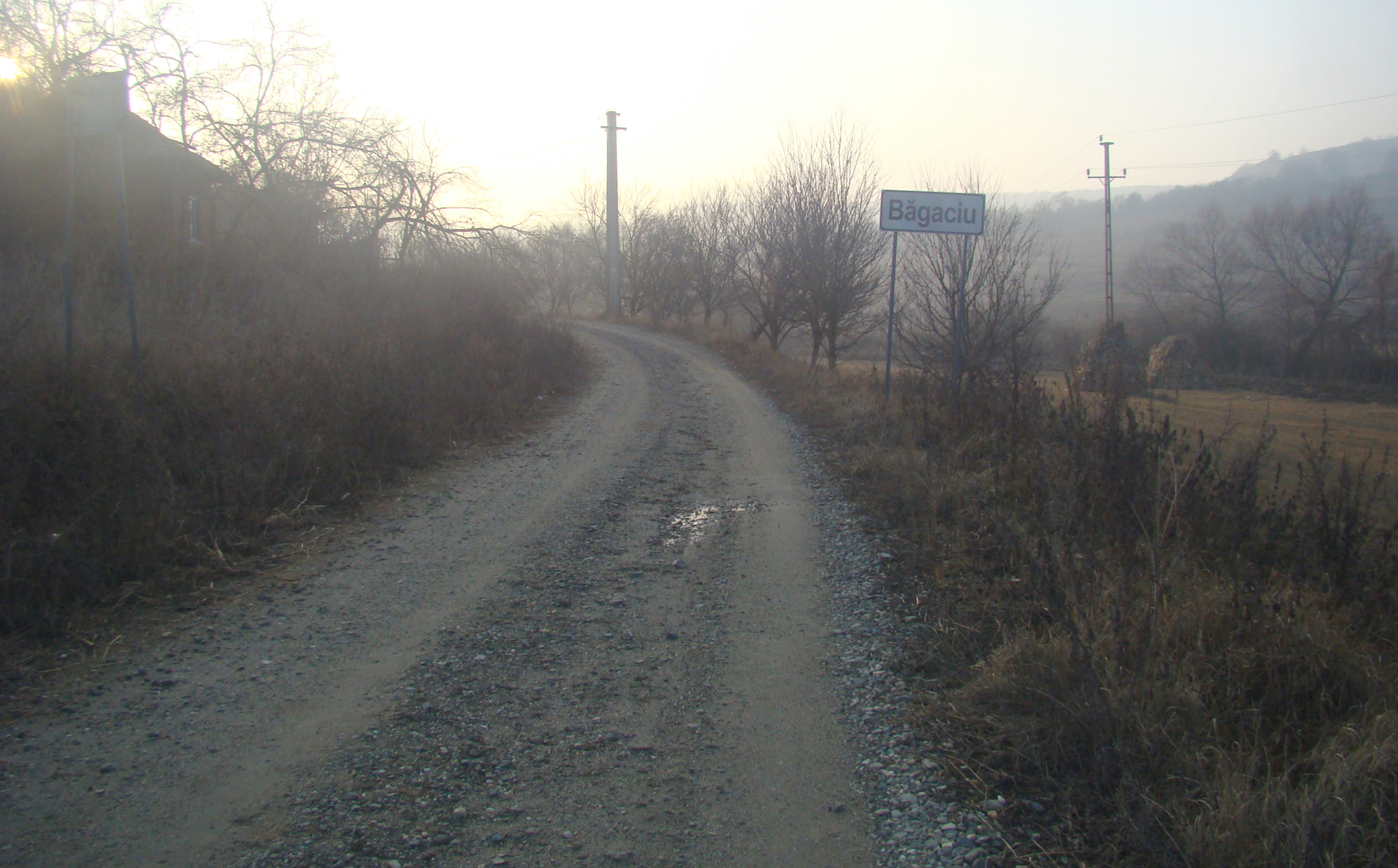
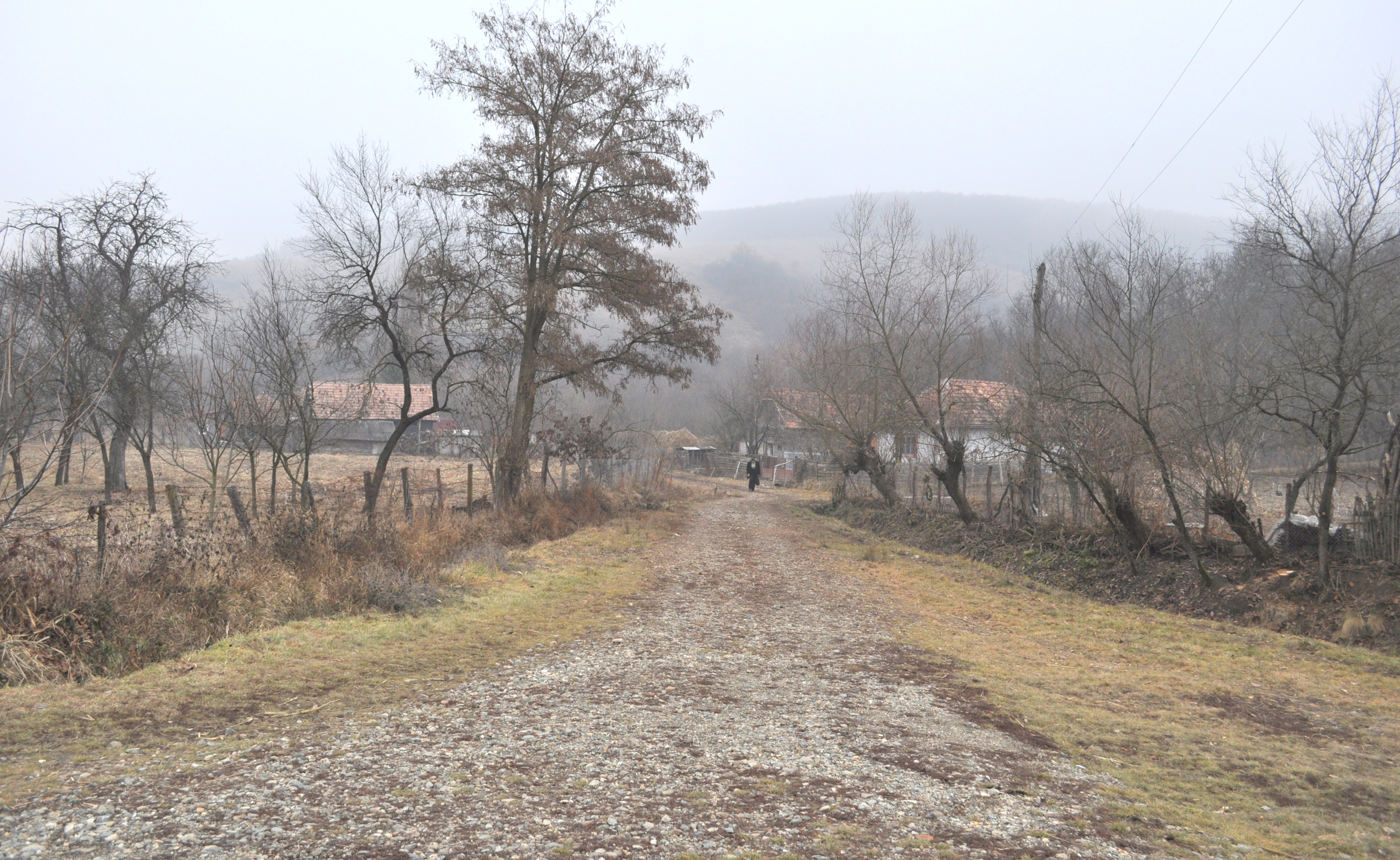
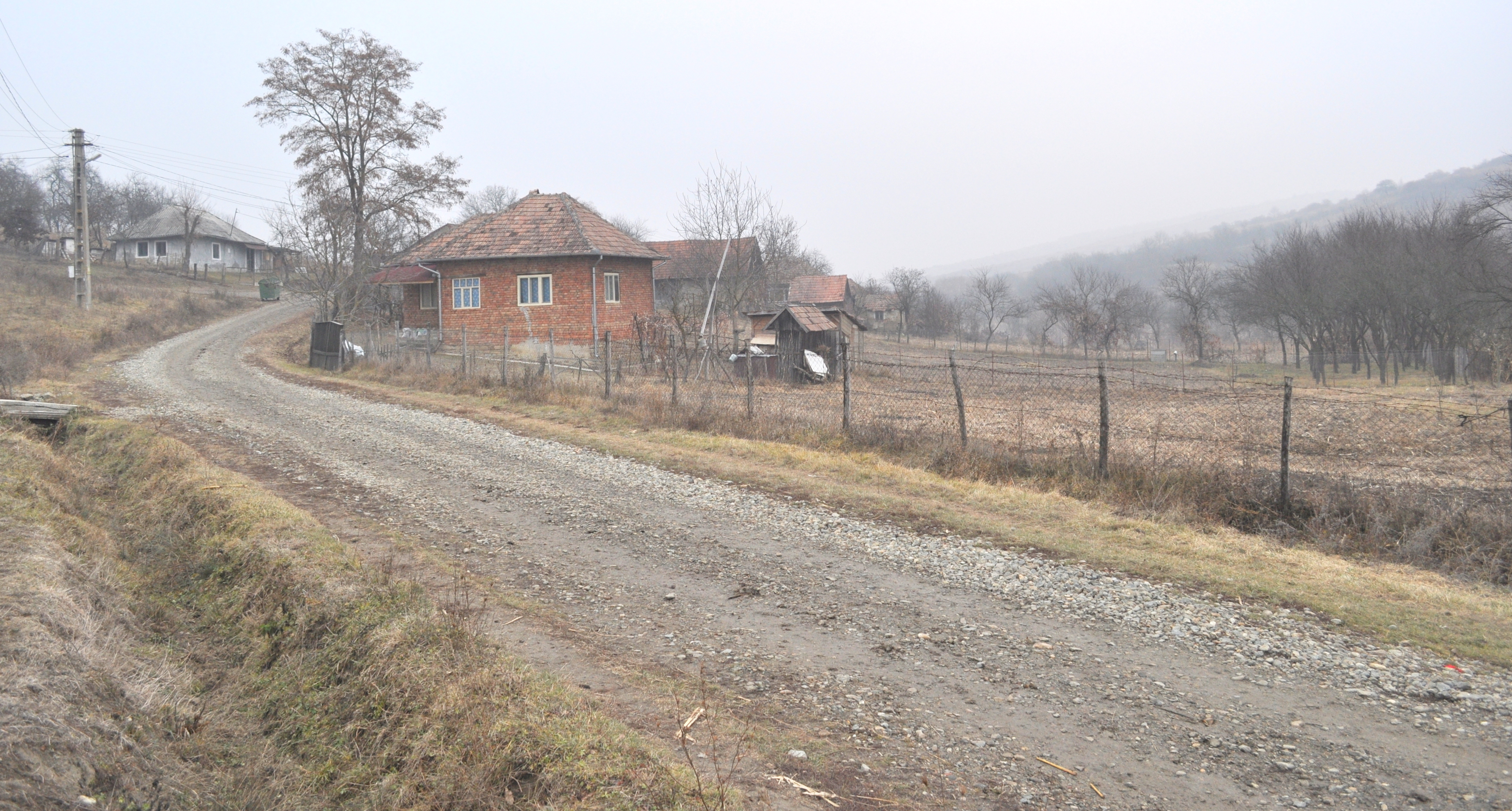
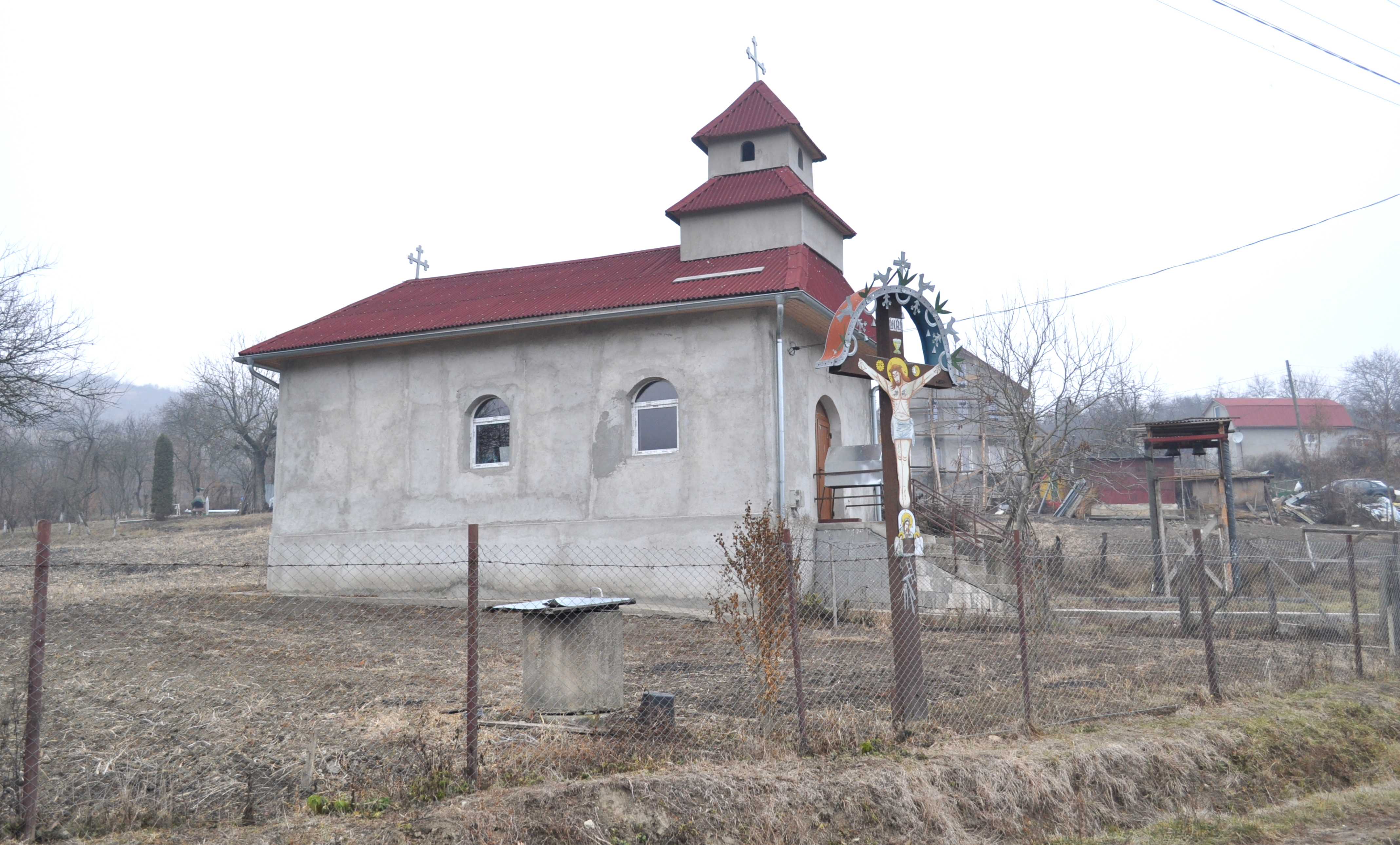